# Jüdischer Friedhof (Passau)
Der jüdische Friedhof in Passau, einer Stadt in Niederbayern, bestand im Mittelalter. Der jüdische Friedhof lag nördlich der Oberhauser Leite, heute Am Vogelherd.
Der Friedhof wurde 1418 urkundlich erwähnt. Vor den Verfolgungen 1338 und während der Pestzeit 1348/49 wurden die Toten der jüdischen Gemeinde vermutlich in Regensburg beigesetzt.
Im 19./20. Jahrhundert gehörten die in Passau lebenden Juden der jüdischen Gemeinde in Straubing an. Nach 1946 bestand vorübergehend eine jüdische Gemeinde in Passau, deren Mitglieder aus überlebenden KZ-Häftlingen bestand.